# Cerca social
La cerca social és una eina de cerca i recuperació de continguts generats pels usuaris, com notícies, vídeos i imatges relacionades amb xarxes socials com Facebook, Twitter, Instagram i Flickr. És una versió millorada dels motors de cerca que es combina algoritmes tradicionals. La idea darrere de la cerca social és que en comptes d'obtenir resultats i pàgines concretes decidits per una màquina basant-se en algoritmes impersonals, els resultats es basin en una xarxa humana que permeti obtenir resultats més pertinents per a cada necessitat dels usuaris.
No es pot dir que la cerca social sigui millor que un algoritme de cerca conduïda. En el model PageRank que utilitzaven abans els motors de cerca, la pertinència d'un lloc web es determinava després d'analitzar el text i el contingut de la pàgina, així com l'estructura d'enllaços del document. Per contrast, els resultats d'una cerca social amb continguts destacats creats per altres usuaris que són a la xarxa social de la persona que realitza una cerca.
És una tecnologia de personalització a través de la comunitat virtual que filtra continguts per generar resultats ajustats. La cerca social agafa molts formats, partint d'eines senzilles com els enllaços compartits o afegint etiquetes descriptives als continguts i n'afegeixen altres més complexes que combinen la intel·ligència humana amb algoritmes d'ordinador. Depenent de les característiques pròpies d'un en la característica d'un motor de cerca particular, aquests resultats poden ser desats i afegits a resultats de cerca de la comunitat, millorant la pertinència de resultats per a futures cerques d'aquell concepte. El principi que hi ha al darrere de la cerca social és que la xarxa humana ha d'orientar els resultats més significatius i pertinents per a l'usuari, en comptes d'algoritmes d'ordinador que decideixen els resultats.
Beneficis de la cerca social:
- Els resultats obtinguts són més rellevants perquè són buidats a partir de contingut generat pels mateixos usuaris a les xarxes socials.
- La cerca social contribueix a la construcció d'una xarxa de confiança perquè proporciona una manera d'aprofitar els coneixements d'altres usuaris, confiant més en el seu criteri per a decidir quins resultats són més o menys afins.
- Com que els resultats són producte d'implicació humana, es pot contribuir a la millora d'algoritmes d'ordinador per adaptar-los a diferents xarxes de coneixement humà.
- Els resultats poc pertinents són molt més baixos, com més es basen en la retroalimentació personal.
- La cerca social també proporciona resultats que són actuals i actualitzats generant un bucle de retroalimentació constant.

Punts negatius de la cerca social:
- Els usuaris poden afegir directament resultats a un motor de cerca i, per tant, poden ser atacats per generar soroll amb resultats interessats sense un control adequat.
- Els termes de cerca llargs no són molt benvinguts en la cerca social a causa de la baixa possibilitat de generar continguts basats en els usuaris.[10]

## Història
El terme cerca social va aparèixer entre els anys 2004 i 2005. El concepte de classificació social prové de l'algoritme de Google PageRank, que assigna la importància a pàgines web basant-se en l'anàlisi de les seves estructures d'enllaços, confiant així en el criteri col·lectiu dels administradors de les pàgines (webmasters) que enllacen a altres continguts de la web que considera importants.
El 2008 algunes empreses van començar a enfocar els resultats basats en els usuaris i les xarxes socials. A les empreses que figuren a l'àmbit de la cerca social s'inclouen Evam-SOCOTO Wajam, Slangwho, Sproose, Mahalo, Jersei 2.0, Qitera, Soscavació, Ullet, Eurekster, Baynote, Delver i OneRiot. Una empresa ja ho havia fet anteriorment: Wikia Recerca. El 2008, una història publicada a TechCrunch va mostrar que Google podria afegir un mecanisme de vots per buscar resultats similars seguint la metodologia de Digg. Això suggereix l'interès creixent en com els grups socials poden influir i millorar la capacitat dels algoritmes per oferir dades més significatives als usuaris finals. Hi ha també altres serveis com Sentiment que promouen els resultats basant-se en el contingut dels cercles socials dels usuaris.
A l'octubre de 2009, Google va desplegar la seva pròpia cerca social, després d'un temps en fase beta, l'aplicatiu va ser expandit a altres llengües el 2011. Abans del creixement de la cerca social, el 2010 Bing i Google ja tenien en compte re-tuits i agradaments quan proporcionava resultats de recerca. Tanmateix, després de trencar tractes amb Twitter que permetessin incloure el seu continguts als resultats de cerca, Google va començar a treballar novament en el seu propi enginy de cerca social. El gener de 2012, Google va alliberar "Search plus Your World", un aplicatiu més treballat de la cerca social, en el qual la característica principal era integrar-se a les cerques habituals de Google, integrant també als resultats continguts de, per exemple, perfils+ (Google+). L'objectiu era justament oferir resultats rellevants i totalment personalitzats integrats en el cercador habitual, però no ha acabat de funcionar. Aquesta integració tanmateix va tenir alguns problemes en quin Google+ encara no té un ús molt alt perquè molts usuaris no fan servir els perfils+.
El gener de 2013, Facebook va anunciar un motor de cerca nou anomenat Facebook Graph Search, encara en fase beta. L'objectiu principal era millorar els errors de Google, saltant-se els resultats que són populars a internet, en favor dels resultats que són populars dins el cercle social dels usuaris. A diferència de Google, la Graf Search de Facebook es basava en dues grans àrees: primer, la gent fa servir sovint Facebook, això els permet conèixer tot el contingut generat cada dia per a millorar l'experiència de cerca; segon, Facebook no ha incorporat Google als seus resultats, sinó que utilitza els proporcionats per un altre motor, Bing. Això permet veure als resultats de Bing quan una cerca de Graf no troba cap resultat pertinent a Facebook.

## Preocupacions
Quan Google va anunciar "Search plus Your World" la reacció va ser una barreja entre les empreses de tecnologia. L'empresa va ser criticada per Twitter per l'impacte potencial que podia suposar aquest enginy al món dels administradors de pàgines web, mostrant al públic frases com a "dia dolent per la web", i Google va respondre que Twitter havia rebutjat permetre la cerca profunda arrossegant el contingut de Twitter. La crítica de Twitter no va tenir èxit, Google integrava Google+, forçant als usuaris a canviar de xarxa social per tal de millorar els resultats d'una cerca. Un l'exemple famós va ser quan Google va mostrar un enllaç al perfil inactiu a Google+ de Mark Zuckerberg, abans que l'enllaç al perfil de Facebook, que era totalment actiu. Més enllà d'això va afectar negocis en els quals si no tenen temps de fer cerques a totes les xarxes socials, haurien d'utilitzar Google+ per a maximitzar els seus esforços des que les dades es mostraven millor en el rànquing d'impactes que els resultats de Twitter i Facebook. El novembre de 2014 aquests acusacions minvàven perquè l'aplicatiu de Google començà, finalment, a mostrar resultats amb enllaços a Facebook, Twitter, i altres llocs de mitjans de comunicació socials.
Google no va ser l'única empresa que es va preocupar per la cerca social. Després que la introducció del Graph per Facebook molts assenyalat fora com Recerca de Graf va mostrar informació privada que no és dins recerca de web. Informació que era un cop obscur és ara més fàcil de cavar amunt, el qual és per què usuaris d'impulsos del Facebook per controlar correu i usuaris de fotografies són tagged dins i filtre i filtrar qualsevol contingut que els usuaris no voldrien fer públic.
Això a grans trets apunta cap a una preocupació més gran i és que a les xarxes de mitjans de comunicació socials no tenen un excessiu interès en treballar amb els motors de cerca.LinkedIn, per exemple, ha fet un pas per a millorar les seves funcions de cerca internes per tal de no perdre usuaris en motors de cerca externs. Fins i tot Microsoft va començar a treballar amb Twitter per tal d'integrar algun tuits als resultats de cerca de Bing el novembre de 2013. Tot i així Twitter té el seu propi motor de cerca que dona valor a les seves pròpies dades. Al final encara que la cerca social mai serà del tot completa pel que fa als temes que interessen als usuaris de no ser que aquests facin pública la informació.

## Descoberta social
La descoberta social és l'ús de preferències socials i informació personal per pronosticar quin contingut serà desitjable per l'usuari. La tecnologia s'usa per a descobrir nous usuaris o noves experiències sovint destinats a compres, trobades amb amics o viatges. La descoberta de persones noves és sovint en temps real, a través d'aplicacions per a mòbil. Tanmateix, la descoberta social no està només limitada a conèixer persones en temps real, també dirigeix a vendes i ingressos d'empreses a través dels mitjans socials. Un exemple de venda al detall seria l'opció de compartir música a través de la botiga d'iTunes. Hi ha un alt component social en el fet de descobrir música nova. La descoberta social a Facebook té una gran base, treu un gran profit generant ingressos a partir de les connexions socials que afinen els anuncis que apareixen als comptes del usuaris.

## Motor de cerca social
Un motor de cerca social és una versió millorada d'un motor de cerca que combina algoritmes tradicional – tecnologia conduïda amb la comunitat en línia que filtra per produir resultats molt més personalitzats. Alguns motors de cerca socials depenen només de les comunitats en línia. Depenent de les característiques d'un motor de cerca particular, aquests resultats llavors poden ser desats i afegits als resultats de cerca de la comunitat, millorant la pertinència de resultats per cerques futures d'aquell terme.
Els motors de cerca socials són considerats una part del Web 2.0 perquè utilitzen el col·lectiu filtrant els continguts de les comunitats en línia per augmentar resultats interessants i pertinents a través de les etiquetes. Aquests descriptors s'afegeixen a les metadades de pàgines web i, en teoria, milloren els resultats dels termes de cerca. Un usuari podrà veure suggeriments d'etiquetes relacionades amb un terme concrec, indicant-ne d'altres afegides per altres usuaris.
Els possibles inconvenients de la cerca social són l'estructura oberta, con en el cas de bases de dades basades en etiquetes. Com aquestes bases de dades es basen en la confiança en els usuaris, sovint podem trobar etiquetes que portin a resultats confusos o imprecisos.
S'han tret diverses versions d'aplicatius, com per a cerques socials, com Google Coop, Eurekster, Sproose, Rollyo, Anoox i Yahoo's MyWeb2.0.

## Desenvolupament
Confirmada com una prova, l'aplicació de Facebook anomenada "Add a Link" permet els usuaris veure notícies populars que els pot interessar incloure als seus murs o comentaris. Els resultats apareixen amb articles que han estat compartits per altres usuaris de la mateixa xarxa, donant prioritat als compartits més recentment. L'opció facilitat als usuaris l'opció d'afegir enllaços sense haver-los de buscar expressament i sense necessitat de recórrer a Google. Això evita, justament, les cerques a Google.
Twitter va anunciar està reemplaçant la seva pestanya "Discover" per "Tailored Trends". La característica d'aquest nou enginy, a més de mostrar les tendències de Twitter, és la d'oferir una breu descripció de cada tema. Des de les tendències solen ser abreviatures fora de context, la descripció els farà més clars. La nova experiència de tendències també pot incloure quants tuits han estat enviats i si un tema és trending amunt o avall.
Pot semblar que Google quedi enrere pel que fa a cerca social, però en realitat ve el potencial i la importància de la tecnologia del Web 3.0 i la web semàntica. La importància de les xarxes socials recau en com treballa la cerca semàntica. La recerca semàntica comprèn moltes més dades, com la situació geogràfica de l'usuari, el temps del dia, la història i molts altres factors que inclouen les connexions socials. El primer pas per tal d'aconseguir això serà ensenyar algoritmes per entendre la relació entre les coses.
Tanmateix tot això no serà possible fins que les xarxes socials treballin conjuntament amb els motors de cerca, cosa difícil, ja que tots voldran aspirar a ser els més utilitzats.
Un desenvolupament busca redefinir la cerca és la combinació de la cerca distribuïda amb la cerca social. L'objectiu és un servei de cerca bàsic on l'operació és controlada i mantinguda per la mateixa comunitat. Això s'assemblaria al funcionament de les eines d'igual a igual, en les quals els usuaris aporten les dades que creuen apropiades o convenients. La infraestructura requerida per un motor de cerca ja està disponible a través de milers d'escriptoris remots amb accés a banda ampla.
Malgrat els avantatges de la cerca distribuïda, comparteix les mateixes preocupacions pel que fa a la seguretat com en els sistemes tradicionals. Els problemes de seguretat es poden classificar en tres grups: dades personals, integritat de dades i cerca social segura. La protecció de la intimitat la defineix l'usuari, que pot controlar les seves dades i qui hi accedeix, a banda de l'ús del xifratge per a transmestre informació. La integritat de dades es defineix com la protecció de dades de modificacions o eliminació no autoritzada. La integritat de dades es basa en la signatura digital. La cerca segura es basa en la signatura cega, La solucions per recerca social segura són signatura cega, la prova de coneixement zero i tractament de recursos.